# Lindre-Haute

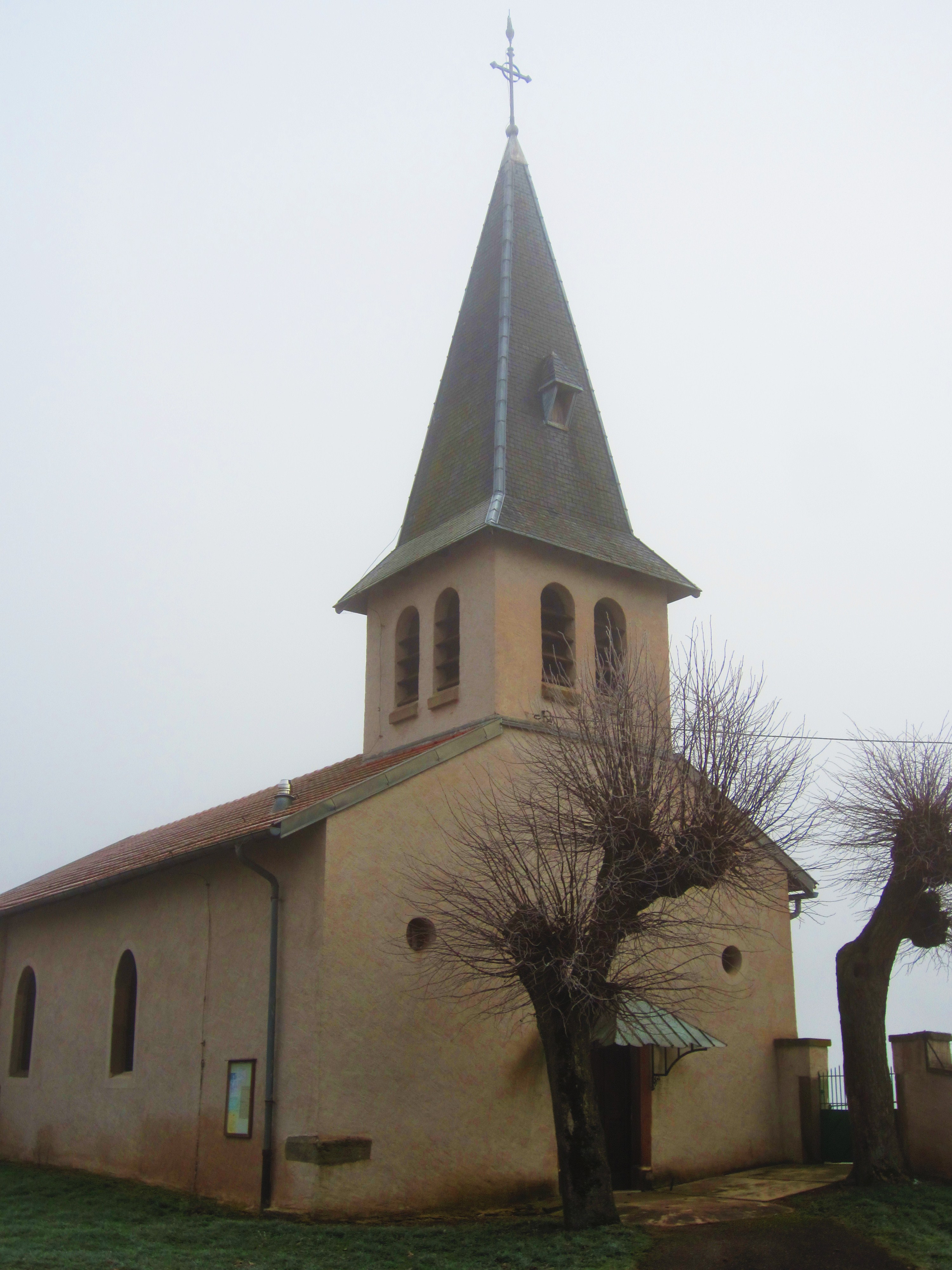
Kirche St. Gibrien

Lindre-Haute (deutsch Oberlinder, Ober-Linder) ist eine französische Gemeinde mit 49 Einwohnern (Stand 1. Januar 2022) im Département Moselle in der Region Grand Est (bis 2015 Lothringen).

## Geographie
Lindre-Haute liegt in Lothringen, 62 Kilometer südöstlich von Metz, 22 Kilometer östlich von Château-Salins und zwei Kilometer östlich von Dieuze am Linderweiher (Étang de Lindre), jedoch anders als Lindre-Basse (Niederlinder) nicht direkt am Ufer, sondern etwas landeinwärts.

## Geschichte
Der ursprüngliche Ortsname war Linder, französisch Lindre. Der Ort gehörte bis 1297 zur Grafschaft Zweibrücken und kam dann an das Herzogtum Lothringen.
Durch den Frankfurter Frieden vom 10. Mai 1871 kam die Region an das deutsche Reichsland Elsaß-Lothringen, und das Dorf wurde dem Kreis Château-Salins im Bezirk Lothringen zugeordnet. Die Dorfbewohner betrieben Getreide- und Obstbau.
Nach dem Ersten Weltkrieg musste die Region aufgrund der Bestimmungen des Versailler Vertrags 1919 an Frankreich abgetreten werden. Im Zweiten Weltkrieg war die Region von der deutschen Wehrmacht besetzt.
Der im  19. Jahrhundert gebräuchliche deutsche Ortsname Oberlinder wurde 1915–1919 in Ober-Linder, 1940–1944 in Oberlinden abgeändert.

### Bevölkerungsentwicklung
| 1910 | 1962 | 1968 | 1975 | 1982 | 1990 | 1999 | 2019 |
| ---- | ---- | ---- | ---- | ---- | ---- | ---- | ---- |
| 106  | 82   | 83   | 71   | 66   | 66   | 57   | 53   |

## Sehenswürdigkeiten
- Kirche St. Gibrien